# Llista d'espècies de palpimànids

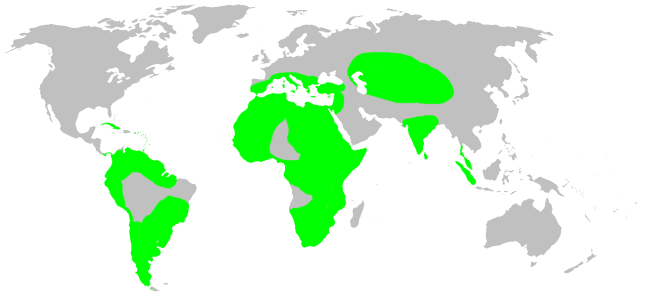
Distribució dels palpimànids

Aquesta és la llista d'espècies de palpimànids, una família d'aranyes araneomorfes. Conté la informació recollida fins al 28 d'octubre de 2006 i hi ha citats 15 gèneres i 127 espècies; pel nombre d'espècies destaquen els gèneres Otiothops amb 36 i Palpimanus amb 35 espècies. La seva distribució es concentra en diverses parts de Sud-amèrica, el Carib, Àfrica, el Mediterrani i algunes zones d'Àsia.

## Gèneres i espècies

### Anisaedus
Anisaedus Simon, 1893
- Anisaedus aethiopicus Tullgren, 1910 (Tanzània)
- Anisaedus gaujoni Simon, 1893 (Ecuador, Perú)
- Anisaedus levii Chickering, 1966 ("Índies Occidentals," probablement Àfrica)
- Anisaedus pellucidas Platnick, 1975 (Xile)
- Anisaedus rufus (Tullgren, 1905) (Argentina)
- Anisaedus stridulans González, 1956 (Perú)

### Badia
Badia Roewer, 1961
- Badia rugosa Roewer, 1961 (Senegal)

### Boagrius
Boagrius Simon, 1893
- Boagrius incisus Tullgren, 1910 (Tanzània)
- Boagrius pumilus Simon, 1893 (Malàisia, Sumatra)

### Chedima
Chedima Simon, 1873
- Chedima purpurea Simon, 1873 (Marroc)

### Diaphorocellus
Diaphorocellus Simon, 1893
- Diaphorocellus albooculatus Lawrence, 1927 (Namíbia)
- Diaphorocellus biplagiatus Simon, 1893 (Sud-àfrica)
- Diaphorocellus helveolus (Simon, 1910) (Botswana)
- Diaphorocellus rufus (Tullgren, 1910) (Tanzània)

### Fernandezina
Fernandezina Birabén, 1951
- Fernandezina acuta Platnick, 1975 (Brasil)
- Fernandezina dasilvai Platnick, Grismado & Ramírez, 1999 (Brasil)
- Fernandezina divisa Platnick, 1975 (Brasil)
- Fernandezina gyirongensis Hu & Li, 1987 (Xina)
- Fernandezina ilheus Platnick, Grismado & Ramírez, 1999 (Brasil)
- Fernandezina maldonado Platnick, Grismado & Ramírez, 1999 (Perú)
- Fernandezina pelta Platnick, 1975 (Brasil)
- Fernandezina pulchra Birabén, 1951 (Argentina)
- Fernandezina saira Buckup & Ott, 2004 (Brasil)
- Fernandezina takutu Grismado, 2002 (Guyana)
- Fernandezina tijuca Ramírez & Grismado, 1996 (Brasil)

### Hybosida
Hybosida Simon, 1898
- Hybosida dauban Platnick, 1979 (Seychelles)
- Hybosida lesserti Berland, 1919 (Àfrica Oriental)
- Hybosida lucida Simon, 1898 (Seychelles)
- Hybosida scabra Simon & Fage, 1922 (Àfrica Oriental)

### Ikuma
Ikuma Lawrence, 1938
- Ikuma spiculosa (Lawrence, 1927) (Namíbia)
- Ikuma squamata Lawrence, 1938 (Namíbia)

### Notiothops
Notiothops Platnick, Grismado & Ramírez, 1999
- Notiothops birabeni (Zapfe, 1961) (Xile)
- Notiothops campana Platnick, Grismado & Ramírez, 1999 (Xile)
- Notiothops cekalovici Platnick, Grismado & Ramírez, 1999 (Xile)
- Notiothops huaquen Platnick, Grismado & Ramírez, 1999 (Xile)
- Notiothops llolleo Platnick, Grismado & Ramírez, 1999 (Xile)
- Notiothops maulensis (Platnick, 1985) (Xile)
- Notiothops noxiosus Platnick, Grismado & Ramírez, 1999 (Xile)
- Notiothops penai Platnick, Grismado & Ramírez, 1999 (Xile)

### Otiothops
Otiothops MacLeay, 1839
- Otiothops amazonicus Simon, 1887 (Brasil)
- Otiothops atlanticus Platnick, Grismado & Ramírez, 1999 (Brasil)
- Otiothops baculus Platnick, 1975 (Brasil)
- Otiothops birabeni Mello-Leitão, 1945 (Brasil, Argentina)
- Otiothops brevis Simon, 1892 (Veneçuela)
- Otiothops calcaratus Mello-Leitão, 1927 (Colòmbia)
- Otiothops clavus Platnick, 1975 (Brasil)
- Otiothops contus Platnick, 1975 (Brasil)
- Otiothops dubius Mello-Leitão, 1927 (Brasil)
- Otiothops facis Platnick, 1975 (Brasil)
- Otiothops franzi Wunderlich, 1999 (Veneçuela)
- Otiothops fulvus (Mello-Leitão, 1932) (Brasil)
- Otiothops germaini Simon, 1927 (Brasil)
- Otiothops giralunas Grismado, 2002 (Guyana)
- Otiothops goloboffi Grismado, 1996 (Argentina)
- Otiothops gounellei Simon, 1887 (Brasil)
- Otiothops helena Brescovit & Bonaldo, 1993 (Brasil)
- Otiothops hoeferi Brescovit & Bonaldo, 1993 (Brasil)
- Otiothops inflatus Platnick, 1975 (Paraguai)
- Otiothops intortus Platnick, 1975 (Trinidad)
- Otiothops kochalkai Platnick, 1978 (Colòmbia)
- Otiothops lajeado Buckup & Ott, 2004 (Brasil)
- Otiothops loris Platnick, 1975 (Perú)
- Otiothops luteus (Keyserling, 1891) (Brasil)
- Otiothops macleayi Banks, 1929 (Panamà)
- Otiothops namratae Pillai, 2006 (Índia)
- Otiothops oblongus Simon, 1891 (Saint Vincent, Trinidad, Veneçuela, Guyana, Brasil)
- Otiothops payak Grismado & Ramírez, 2002 (Argentina)
- Otiothops pentucus Chickering, 1967 (Illes Verges)
- Otiothops pilleus Platnick, 1975 (Brasil)
- Otiothops platnicki Wunderlich, 1999 (Brasil)
- Otiothops recurvus Platnick, 1976 (Brasil)
- Otiothops setosus Mello-Leitão, 1927 (Brasil)
- Otiothops typicus (Mello-Leitão, 1927) (Brasil)
- Otiothops walckenaeri MacLeay, 1839 (Bahames, Cuba)
- Otiothops whitticki Mello-Leitão, 1940 (Guyana)

### Palpimanus
Palpimanus Dufour, 1820
- Palpimanus aEgipteiacus Kulczyn'ski, 1909 (Egipte, Txad, Tunísia, Algèria)
- Palpimanus argentinus Mello-Leitão, 1927 (Argentina)
- Palpimanus armatus Pocock, 1898 (Sud-àfrica)
- Palpimanus aureus Lawrence, 1927 (Namíbia)
- Palpimanus canariensis Kulczyn'ski, 1909 (Illes Canàries)
- Palpimanus capensis Simon, 1893 (Sud-àfrica)
- Palpimanus crudeni Lessert, 1936 (Mozambique)
- Palpimanus cyprius Kulczyn'ski, 1909 (Xipre, Síria, Israel)
- Palpimanus gibbulus Dufour, 1820 (Mediterrani, Àsia central)
- Palpimanus giltayi Lessert, 1936 (Mozambique)
- Palpimanus globulifer Simon, 1893 (Sud-àfrica)
- Palpimanus hesperius Simon, 1907 (Sao Tomé)
- Palpimanus leppanae Pocock, 1902 (Sud-àfrica)
- Palpimanus lualabanus Benoit, 1974 (Congo)
- Palpimanus maroccanus Kulczyn'ski, 1909 (Marroc, Algèria)
- Palpimanus meruensis Tullgren, 1910 (Tanzània)
- Palpimanus namaquensis Simon, 1910 (Sud-àfrica)
- Palpimanus nubilus Simon, 1910 (Sud-àfrica)
- Palpimanus orientalis Kulczyn'ski, 1909 (Albània, Grècia)
- Palpimanus paroculus Simon, 1910 (Sud-àfrica)
- Palpimanus potteri Lawrence, 1937 (Sud-àfrica)
- Palpimanus processiger Strand, 1913 (Congo)
- Palpimanus pseudarmatus Lawrence, 1952 (Sud-àfrica)
- Palpimanus punctatus Kritscher, 1996 (Malta)
- Palpimanus sanguineus Strand, 1907 (Sud-àfrica)
- Palpimanus schmitzi Kulczyn'ski, 1909 (Síria, Israel)
- Palpimanus simoni Kulczyn'ski, 1909 (Síria, Lebanon, Israel)
- Palpimanus sogdianus Charitonov, 1946 (Àsia central)
- Palpimanus stridulator Lawrence, 1962 (Namíbia)
- Palpimanus subarmatus Lawrence, 1947 (Sud-àfrica)
- Palpimanus transvaalicus Simon, 1893 (Sud-àfrica)
- Palpimanus tuberculatus Lawrence, 1952 (Sud-àfrica)
- Palpimanus uncatus Kulczyn'ski, 1909 (Egipte, Turquia, Grècia)
- Palpimanus vultuosus Simon, 1897 (Índia)
- Palpimanus wagneri Charitonov, 1946 (Uzbekistan)

### Sarascelis
Sarascelis Simon, 1887
- Sarascelis chaperi Simon, 1887 (Costa d'Ivori, Guinea-Bissau)
- Sarascelis junquai Jézéquel, 1964 (Costa d'Ivori)
- Sarascelis kilimandjari (Berland, 1920) (Tanzània)
- Sarascelis lamtoensis Jézéquel, 1964 (Costa d'Ivori, Ghana)
- Sarascelis luteipes Simon, 1887 (Congo, Sao Tomé)
- Sarascelis raffrayi Simon, 1893 (Índia, Malàisia)
- Sarascelis rebiereae Jézéquel, 1964 (Costa d'Ivori)

### Scelidocteus
Scelidocteus Simon, 1907
- Scelidocteus baccatus Simon, 1907 (Sao Tomé)
- Scelidocteus berlandi Lessert, 1930 (Congo)
- Scelidocteus lamottei Jézéquel, 1964 (Costa d'Ivori)
- Scelidocteus ochreatus Simon, 1907 (Guinea-Bissau)
- Scelidocteus pachypus Simon, 1907 (Àfrica Occidental)
- Scelidocteus schoutedeni Benoit, 1974 (Congo)
- Scelidocteus vuattouxi Jézéquel, 1964 (Costa d'Ivori)

### Scelidomachus
Scelidomachus Pocock, 1899
- Scelidomachus socotranus Pocock, 1899 (Socotra)

### Steriphopus
Steriphopus Simon, 1887
- Steriphopus crassipalpis Thorell, 1895 (Myanmar)
- Steriphopus lacertosus Simon, 1898 (Seychelles)
- Steriphopus macleayi (O. P.-Cambridge, 1873) (Sri Lanka)